# プレオブラジェンスカヤ・プローシャチ駅
プレオブラジェンスカヤ・プローシャチ駅（プレオブラジェンスカヤ・プローシャチえき、ロシア語: Преображенская площадь）はモスクワ地下鉄・ソコーリニチェスカヤ線の駅で、チェルキゾフスカヤ駅とソコリニキ駅の間にある。

## 歴史
1965年12月31日に開業した。